# Anders Gerdin
Anders Gerdin, född 2 november 1944 i Örebro, är en svensk journalist.
Gerdin tillträdde som chefredaktör och ansvarig utgivare för Aftonbladet den 1 november 1997 och slutade den  31 december 2007. Gerdin kom till Aftonbladet 1970. Där har han arbetat som nöjeschef, sportchef, nyhetschef,  redaktionschef och chefredaktör. Gerdin startade Sveriges första dagliga sporttidning, Sportbladet år 2000.
Han sitter i styrelsen för Ålandstidningen och har också suttit i styrelsen för Tidningsutgivarna 1997-2007.  Gerdin har också arbetat som konsult och senior rådgivare i mediefrågor på PR-byrån Mindmakers samt reklambyrån Berntzon Bylund. Gerdin driver också det egna företaget Team Gerdin Media och kommunikation AB tillsammans med sin fru. 
Anders Gerdin har tre barn, födda 1971, 1975 och 1990, och är sedan 2008 gift med Cina Gerdin.